# Asterocheres jeanyeatmanae
Asterocheres jeanyeatmanae är en kräftdjursart som beskrevs av Yeatman 1970. Asterocheres jeanyeatmanae ingår i släktet Asterocheres och familjen Asterocheridae. Inga underarter finns listade i Catalogue of Life.